# SC Germania Kattowitz
Der SC (Sport Club) Germania Kattowitz war ein deutscher Fußballverein aus dem oberschlesischen Kattowitz.

## Geschichte

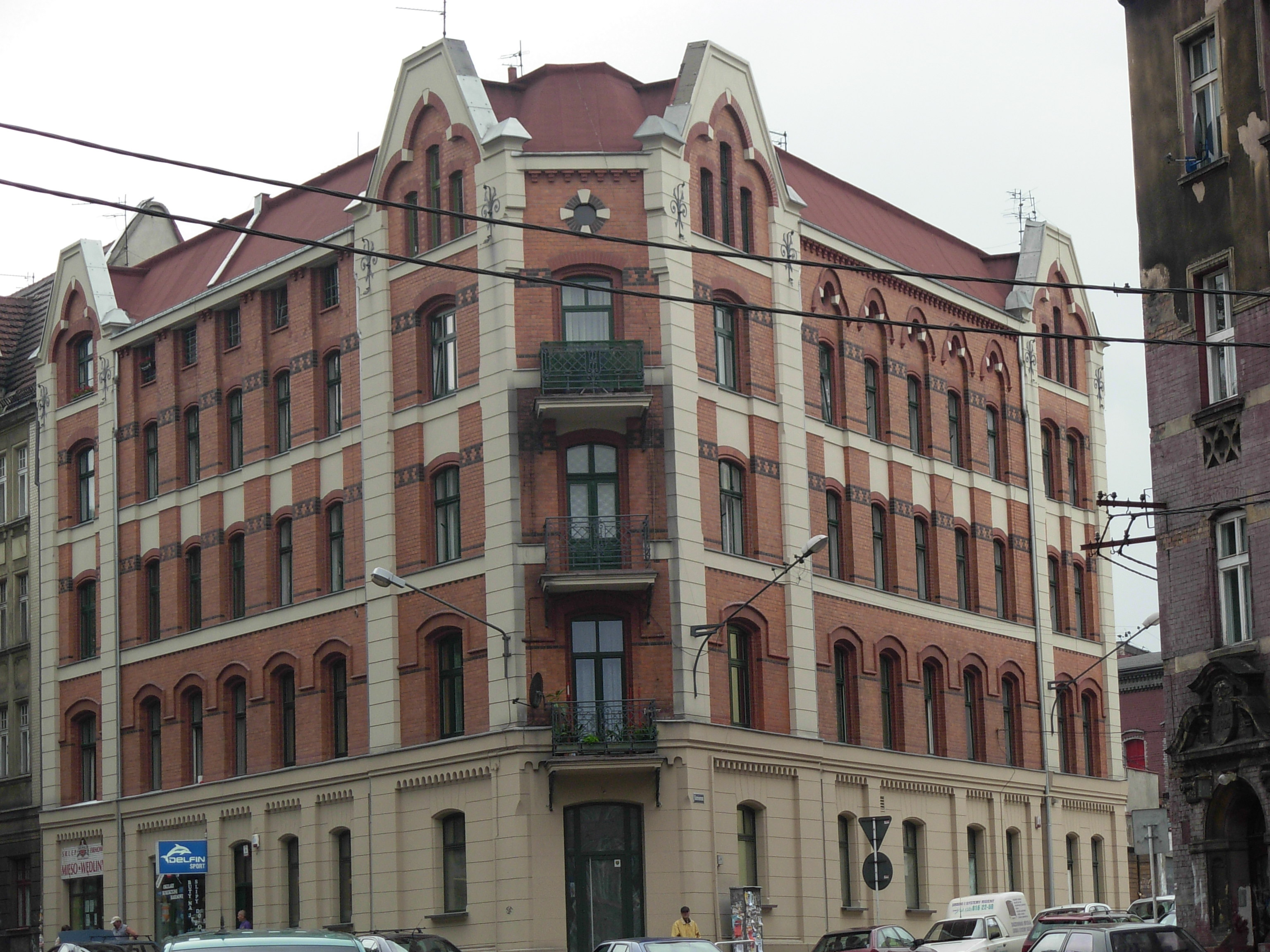
Das ehemalige Vereinslokal „Deutsche Flotte“

Der Verein wurde im Jahr 1905 gegründet. Der SC Germania Kattowitz war 1906 eines der Gründungsmitglieder des Kattowitzer Ballspiel-Verbandes. Seit September 1906 gehörte der Klub dem Südostdeutschen Fußball-Verband an. Als Spielkleidung hatte Germania weiß-rot-längsgestreifte Trikots und schwarze Hosen mit Gürteln gewählt. Gespielt wurde auf der Wiese Adamiecz an der Nicolaistraße zwischen Grünstraße und Peter-und-Paul-Kirche, gegenüber der Firma Münstermann. Später – der genaue Zeitpunkt ist unbekannt – schuf sich die Germania einen eigenen Platz an der damaligen Seydlitzstraße, die heute Poniatowski-Straße heißt. Ebenso wie dem SC Diana Kattowitz gehörten der Germania auch polnische Spieler an.
Ihre Hochzeit hatten die „Germanen“ um 1910, als ihnen zweimal der Gewinn der Oberschlesischen Meisterschaft und damit der Einzug in die Südost-Endrunde gelang. Hier konnten sie aber – wie in den Jahren zuvor die Preußen – keine großen Lorbeeren ernten. Bei der ersten Teilnahme überstanden sie dank eines Freiloses die Vorrunde und erreichten das Halbfinale, wo ihnen der VfR 1897 Breslau mit 4:1 die Grenzen aufzeigte. Mit demselben Ergebnis war ein Jahr später bereits in der Vorrunde Endstation, wieder gegen einen Breslauer Verein, den Namensvetter SC Germania.
Noch bis 1922 kickte die Germania, erheblich geschwächt durch den Ersten Weltkrieg, im deutschen Spielbetrieb mit. Die letzte überlieferte Platzierung ist der dritte Rang im Südkreis des Gaues Kattowitz in der Spielzeit 1921/22. Als dann Kattowitz polnisch wurde, versiegten die Nachrichten. Vermutlich hat sich der Verein aufgelöst. Es entstand auch kein anderer Verein aus den Germania-Resten, auch kein Club, der die Tradition weiterführte.

## Erfolge
- 2 × Oberschlesischer Meister und Teilnehmer an der Südostendrunde: 1910, 1911